# ناحیه ناکاسونگولا
ناحیه ناکاسونگولا (به لاتین: Nakasongola District) یک منطقهٔ مسکونی در اوگاندا است که در استان مرکزی، اوگاندا واقع شده‌است. ناحیه ناکاسونگولا ۳٬۷۳۷٫۶ کیلومتر مربع مساحت و ۱۵۶٬۵۰۰ نفر جمعیت دارد و ۱٬۱۶۰ متر بالاتر از سطح دریا واقع شده‌است.